# The Times They Are a-Changin'
The Times They Are a-Changin' é o terceiro álbum de estúdio do cantor Bob Dylan, lançado a 13 de janeiro de 1964.
O disco atingiu o nº 20 do Pop Albums.

Primeiro Dylan a conter apenas composições originais, novamente pilotadas por Tom Wilson. As faixas tratam de racismo, pobreza e mudança social. Fãs e críticos reclamaram da ausência do humor e da diversidade musical que caracterizaram o trabalho anterior. 

O álbum foi gravado em seis sessões durante três meses nos estúdios da Columbia em Nova Iorque, com intervalos para uma tour com Joan Baez. 

A capa e a faixa-título são os maiores ícones deste disco. Dylan declarou anos depois que escreveu The times they are a-changin' com um propósito, o de fazer um hino para aqueles tempos de mudança, inspirando-se na música folk irlandesa e escocesa e no movimento dos direitos humanos, e ao mesmo tempo promovendo uma união entre ambos. 

Cada canção tem sua ascendência particular, o que gerou muitos debates acerca da originalidade das mesmas. Muitas composições gravadas não entraram no disco, formando uma quantidade de outtakes maior que o tracklist do álbum. 

Menos de um mês depois de terminadas as sessões de gravação, o presidente John Kennedy foi assassinado, e Dylan interpretou isso como uma negativa, uma proibição às mudanças.

Semanas depois, Dylan recebeu um prêmio da Sociedade dos Direitos Civis e na cerimônia proferiu um discurso extremamente contraditório, já indicando que ele poderia se afastar do movimento. 

Quando o álbum foi lançado, em janeiro de 64, Dylan já estava entrando em outra fase de sua carreira, afastando-se das fontes folks e aproximando-se da poesia beat e dos simbolistas.

## Faixas
Todas as faixas por Bob Dylan

### Lado A
1. "The Times They Are a-Changin'" – 3:15
2. "Ballad of Hollis Brown" – 5:06
3. "With God on Our Side" – 7:08
4. "One Too Many Mornings" – 2:41
5. "North Country Blues" – 4:35

### Lado B
1. "Only a Pawn in Their Game" – 3:33
2. "Boots of Spanish Leather" – 4:40
3. "When the Ship Comes In" – 3:18
4. "The Lonesome Death of Hattie Carroll" – 5:48
5. "Restless Farewell" – 5:32

## Créditos
- Bob Dylan – Vocal, guitarra acústica, harmónica